# Оукпорт (Міннесота)
Оукпорт (англ. Oakport) — переписна місцевість (CDP) в США, в окрузі Клей штату Міннесота. Населення — 1387 осіб (2010).

## Географія
Оукпорт розташований за координатами 46°56′10″ пн. ш. 96°46′13″ зх. д. / 46.93611° пн. ш. 96.77028° зх. д. (46.936052, -96.770351).  За даними Бюро перепису населення США в 2010 році переписна місцевість мала площу 7,69 км², уся площа — суходіл.

## Демографія
Згідно з переписом 2010 року, у переписній місцевості мешкало 1387 осіб у 479 домогосподарствах у складі 417 родин. Густота населення становила 180 осіб/км².  Було 509 помешкань (66/км²).
Расовий склад населення:
| - 98,2 % — білих - 0,4 % — корінних американців - 0,4 % — чорних або афроамериканців |

До двох чи більше рас належало 1,1 %. Частка іспаномовних становила 1,2 % від усіх жителів.
За віковим діапазоном населення розподілялося таким чином: 25,8 % — особи молодші 18 років, 63,9 % — особи у віці 18—64 років, 10,3 % — особи у віці 65 років та старші. Медіана віку мешканця становила 40,5 року. На 100 осіб жіночої статі у переписній місцевості припадало 107,3 чоловіків;  на 100 жінок у віці від 18 років та старших — 105,8 чоловіків також старших 18 років.